# تارزان و وادی طلا
تارزان و وادی طلا (انگلیسی: Tarzan and the Valley of Gold) یک فیلم ماجراجویی و فانتزی به کارگردانی رابرت دی است که در سال ۱۹۶۶ منتشر شد.
دلیل شهرت این فیلم آن است که، چهره‌ای «جیمز باندگونه» و «اهلِ جهانگردی» از این مرد جنگلی نشان می‌دهد.
این فیلم در مکان‌های مختلفی در کشور مکزیک، شامل «آکاپولکو، گوئررو»، «میدان گاوبازی مکزیکو سیتی»، «قصر چاپولتپک»، «خرابه‌های باستانی تئوتیئواکان» و «غارهای گوئه‌رو» فیلم‌برداری شد.

## خلاصه داستان
یک تبهکار بین‌المللی که عادت دارد ساعت‌های مچی حاوی بمب برای دشمنان و مخالفان خود بفرستد؛ پسر بچهٔ ۱۰ ساله‌ای را به نام «رامل» می‌دزدد. این پسربچه مکان شهر افسانه‌ای «وادی طلا» را در مکزیک، می‌شناسد؛ شهری که مملو از طلا و جواهرات است. تارزان با این تبهکار بی‌رحم و محافظ تنومند و ۲ متری او در می‌افتد تا هم پسرک را نجات دهد و هم دختری زیبا به نام «سوفیا» را که به گردنش، مواد منفجره بسته شده، از مرگ برهاند. چندین حیوان جنگلی نیز، او را در یافتن تانک‌ها و هلی‌کوپترهای این تبهکار، یاری می‌کنند.

## بازیگران
- مایک هنری[۲] در نقش «تارزان»
- دیوید اپاتوشو
- نانسی کووَک
- ادواردو نوریگا
- دان مگاون
- مانوئل پادیا جونیور
- انریکه لوسرو
- جان کلی
- کارلو ریواس
- اسوالد اولوِرا